# Rožanci
Rožanci (cyr. Рожанци) – wieś w Serbii, w mieście Belgrad, w gminie miejskiej Barajevo. W 2011 roku liczyła 467 mieszkańców.